# Babooshka
Babooshka è il secondo singolo della cantante britannica Kate Bush tratto dall'album del 1980 Never for Ever. Raggiunse la prima posizione in diverse classifiche internazionali.

## Il brano
Il brano racconta di una donna sposata che decide di mettere alla prova la fedeltà di suo marito e quindi comincia a scrivergli lettere profumate, facendosi passare per una giovane di nome Babooshka, che ha le caratteristiche che suo marito non vede più in lei. Ad un certo punto però il gioco le sfugge di mano quando, nella sua amarezza e paranoia, Babooshka organizza un incontro con l'uomo, il quale si sentirà attratto da questa giovane che gli ricorda così tanto sua moglie nei vecchi tempi e rischierà di rompere il loro rapporto.
Il celeberrimo videoclip mostra Kate Bush di fronte a un contrabbasso, con addosso una tutina nera aderente e un velo in testa per rappresentare la moglie amareggiata e, al contrario, con uno stravagante costume di foggia vagamente russa per impersonare il suo alter ego Babooshka. Il costume di Babooshka è basato su un'illustrazione di Chris Achilleos.

## Versioni
- 27 giugno 1980 – Kate Bush, Babooshka, 45gg, EMI EMI 5085, Regno Unito, prodotto da Kate Bush[5]. Questa versione contiene i brani seguenti:

1. Babooshka – 3:28
2. Ran Tan Waltz – 2:38

Il lato B è il secondo brano inserito in un singolo di Kate Bush ma non tratto da un album. Ran Tan Waltz suona come una tragicommedia, nella quale un uomo si lamenta della sua sfortuna ad essere sposato con una donna che si rivela essere una madre ribelle. La prima strofa della canzone contiene la parola inglese "dick" come cacofemismo per pene.

## Classifiche
| Classifica (1980) | Posizione massima |
| ----------------- | ----------------- |
| Australia         | 2                 |
| Francia           | 4                 |
| Germania          | 14                |
| Irlanda           | 5                 |
| Israele           | 5                 |
| Italia            | 6                 |
| Norvegia          | 4                 |
| Nuova Zelanda     | 8                 |
| Paesi Bassi       | 24                |
| Regno Unito       | 5                 |
| Sudafrica         | 12                |